# Storsjön (Knista socken, Närke)
Storsjön är en sjö i Lekebergs kommun i Närke och ingår i Norrströms huvudavrinningsområde. Sjön är 21,7 meter djup, har en yta på 1,65 kvadratkilometer och befinner sig 175,2 meter över havet. Sjön avvattnas av vattendraget Lillån. Vid provfiske har abborre och gädda fångats i sjön.

## Delavrinningsområde
Storsjön ingår i det delavrinningsområde (656843-143562) som SMHI kallar för Utloppet av Storsjön. Medelhöjden är 188 meter över havet och ytan är 13,51 kvadratkilometer. Det finns inga avrinningsområden uppströms utan avrinningsområdet är högsta punkten. Lillån som avvattnar avrinningsområdet har biflödesordning 2, vilket innebär att vattnet flödar genom totalt 2 vattendrag innan det når havet efter 266 kilometer. Avrinningsområdet består mestadels av skog (85 procent). Avrinningsområdet har 2,03 kvadratkilometer vattenytor vilket ger det en sjöprocent på 15 procent.